# Грінвуд (Флорида)
Грінвуд (англ. Greenwood) — місто (англ. town) в США, в окрузі Джексон штату Флорида. Населення — 539 осіб (2020).

## Географія
Грінвуд розташований за координатами 30°52′22″ пн. ш. 85°9′40″ зх. д. / 30.87278° пн. ш. 85.16111° зх. д. (30.872910, -85.161054).  За даними Бюро перепису населення США в 2010 році місто мало площу 12,07 км², уся площа — суходіл.

## Демографія
Згідно з переписом 2010 року, у місті мешкало 686 осіб у 280 домогосподарствах у складі 195 родин. Густота населення становила 57 осіб/км².  Було 336 помешкань (28/км²).
Расовий склад населення:
| - 66,6 % — білих - 30,9 % — чорних або афроамериканців - 0,4 % — корінних американців - 1,0 % — осіб інших рас |

До двох чи більше рас належало 1,0 %. Частка іспаномовних становила 2,6 % від усіх жителів.
За віковим діапазоном населення розподілялося таким чином: 25,1 % — особи молодші 18 років, 58,0 % — особи у віці 18—64 років, 16,9 % — особи у віці 65 років та старші. Медіана віку мешканця становила 40,7 року. На 100 осіб жіночої статі у місті припадало 95,4 чоловіків;  на 100 жінок у віці від 18 років та старших — 79,7 чоловіків також старших 18 років.
Середній дохід на одне домашнє господарство  становив 49 257 доларів США (медіана — 43 836), а середній дохід на одну сім'ю — 55 785 доларів (медіана — 46 250). Медіана доходів становила 24 861 долар для чоловіків та 30 455 доларів для жінок. За межею бідності перебувало 16,6 % осіб, у тому числі 24,3 % дітей у віці до 18 років та 5,5 % осіб у віці 65 років та старших.
Цивільне працевлаштоване населення становило 345 осіб. Основні галузі зайнятості: освіта, охорона здоров'я та соціальна допомога — 41,4 %, науковці, спеціалісти, менеджери — 16,8 %, роздрібна торгівля — 14,2 %.